# Lithocarpus bassacensis
Lithocarpus bassacensis là một loài thực vật có hoa trong họ Fagaceae. Loài này được (Hickel & A.Camus) Barnett mô tả khoa học đầu tiên năm 1944.